# Cantone di Compiègne-1
Il Cantone di Compiègne-1 è una divisione amministrativa dell'Arrondissement di Compiègne.
È stato costituito a seguito della riforma approvata con decreto del 20 febbraio 2014, che ha avuto attuazione dopo le elezioni dipartimentali del 2015.
Comprende parte della città di Compiègne e i 19 comuni di:
- Attichy
- Autrêches
- Berneuil-sur-Aisne
- Bienville
- Bitry
- Choisy-au-Bac
- Clairoix
- Couloisy
- Courtieux
- Janville
- Jaulzy
- Margny-lès-Compiègne
- Moulin-sous-Touvent
- Nampcel
- Rethondes
- Saint-Crépin-aux-Bois
- Saint-Pierre-lès-Bitry
- Tracy-le-Mont
- Trosly-Breuil